# Hội đồng Truyền thông Quốc gia Ba Lan
Hội đồng Truyền thông Quốc gia Ba Lan (Tiếng Ba Lan: Rada Mediów Narodowych, RMN) được thành lập vào năm 2016, là một cơ quan tập thể bổ nhiệm và bãi nhiệm các ban quản lý và ban giám sát của Đài Truyền hình Ba Lan, Đài Phát thanh Ba Lan và Cơ quan Báo chí Ba Lan. Hội đồng đóng vai trò cố vấn trong việc quản lý các phương tiện truyền thông đại chúng.

## Nhiệm vụ
Hội đồng gồm ba người do Sejm bầu ra và hai người do Tổng thống Cộng hòa Ba Lan bổ nhiệm. Thành viên Ban kiểm soát phải "có kiến thức và kinh nghiệm về các vấn đề liên quan đến nhiệm vụ và hoạt động của giới truyền thông". Nhiệm kỳ của thành viên Ban kiểm soát là 6 năm.
Hội đồng tiếp quản quyền bổ nhiệm và bãi nhiệm các cơ quan truyền thông. Theo Thứ trưởng Bộ Văn hóa Ba Lan Krzysztof Czabański, mục tiêu của RMN là xác định chiến lược cho các hoạt động chung của truyền thông công cộng Ba Lan  và đảm bảo độ tin cậy trong công việc của hội đồng.

## Chỉ trích và nghi ngờ pháp lý
Việc thành lập RMN cùng với Hội đồng Phát thanh Quốc gia đã bị một số phe đối lập đánh giá tiêu cực.
Trong phán quyết của mình vào tháng 12 năm 2016, Tòa án Hiến pháp tước quyền của Hội đồng Phát thanh Quốc gia, một cơ quan được trao quyền trong Hiến pháp, không được phép tham gia vào việc bổ nhiệm và bãi nhiệm các cơ quan chức năng của TVP và Đài phát thanh Ba Lan . Trong những năm tiếp theo, Thanh tra viên, Adam Bodnar có cuộc trò chuyện với Phó Thủ tướng, Bộ trưởng Bộ Văn hóa và Di sản Quốc gia, ông Piotr Gliński, về việc Hội đồng Truyền thông Quốc gia bổ nhiệm các vị trí quản lý trong TVP, bỏ qua cơ quan hiến định của Hội đồng Phát thanh Quốc gia, bất chấp phán quyết của Tòa án Hiến pháp .